# Formación Castilletes
11°56′48″N 71°19′56″O / 11.94667, -71.33222
La Formación Castilletes (N1c) es una formación geológica fosilífera de la Cuenca de Cocinetas en el norte de Colombia, Departamento de La Guajira. Su litología está constituida por lutitas, limolitas fosilíferas y areniscas líticas fosilíferas, areniscas de grano medio a grueso y conglomerados. La formación Castilletes data de la era Cenozoica, periodo Neógeno, época Mioceno, edades Burdigaliano y Langhiano. Bioestratigráficamente se incluye en las edades Colloncurense a Friasense de la biozonación SALMA. Tiene un espesor máximo de 440 metros. 

## Etimología
La formación fue definida por Rollins en 1965 y lleva el nombre del pueblo de Castilletes

## Descripción

### Litología
La Formación Castilletes consiste en lutitas, limolitas fosilíferas, areniscas fosilíferas líticas y cuarcitas de grano medio a conglomerado.

### Estratigrafía y ambiente deposicional
La Formación Castilletes se superpone a la Formación Jimol y está cubierta por la 
Formación Ware. Data de la era Cenozoica, periodo Neógeno, época Mioceno medio (16,7 a 14,2 Ma), Colloncurense y Friasiense en la biozonación SALMA. La fauna de invertebrados de la Formación Castilletes es muy similar a la de la Formación Jimol subyacente, también a la Formación Cantaure de Venezuela. La Formación Castilletes se depositó en un medio marino poco profundo (estuario, laguna y submareal poco profundo) en un entorno deltaico con una fuerte influencia fluvial. La Formación Castilletes se correlaciona con el Cerro Pelado superior y Formaciones Querales de la Cuenca Venezolana de Falcón. Esta unidad también es correlativa con la Formación Cantaure de la Península de Paraguaná en Venezuela.

### Contenido fósil
| Grupo         | Foslies | Notas                   |
| ------------- | --- | ----------------------- |
| Mamíferos     | Hilarcotherium miyou, Lycopsis padillai , Neodolodus cf. colombianus, Hyperleptus sp, Astrapotheriidae, Odontoceti, Mysticeti, Glyptodontidae, Pampatheriidae, Macraucheniidae, Proterotheriidae, Leontinidae, Toxodontidae, Interatheriidae, Megatheriidae, Dinomyidae, Sirenia, Sparassodonta. | [ 6 ] [ 7 ] [ 8 ] [ 9 ] |
| Cocodrilos    | Gavialoidea, Alligatoridae, Purussaurus, Mourasuchus, Crocodylidae, Crocodylus, Eusuquia, | [ 10 ]                  |
| Tortugas      | Podocnemididae, Chelus colombiana, Chelus fimbriata, Chelonoidis | [ 11 ]                  |
| Sepientes     | Boidae | [ 12 ]                  |
| Aves          | Aves | [ 12 ]                  |
| Peces         | Megalodon, Characidae, Serrasalmidae, Sciaenidae, Sparidae, Sphyraenidae, Ariidae, Callichthyidae, Doradidae Pimelodidae, Carcharhinidae, Hemigaleidae, Sphyrnidae, Lamnidae, otodontidae, Dasyatidae, Myliobatidae, Rhinopteridae, ginglymostomatidae, Pristiophoridae, Pristidae, Rhynchobatidae, Rhynobatidae, Lepidosirenidae | [ 12 ] [ 13 ]           |
| Invertebrados | Calliostoma sp. , Areno sp. , Nerita cf. fulguranos , Neritina n. sp. aff. Woodwadi , Modulus tamanensis ,Turritella (Bactrospira) sp. cf. altilira , Turritella (Turritella) cocoditana , Turritella (Turritella) machapoorensis ,Turritella (Turritella) matarucana , Architectonica (Architectonica) nobilis , Bittium sp. , Rhinoclavis (Ochetoclava) venada , Potamides suprasulcatus, Terebralia dentilabris , Petaloconchus esculturatus ,Bostrycapulus sp. ,Crepidula cantaurana , Crepidula insculpta , Crepidula plana , Calyptraea sp. cf. centralis, Crucibulum (Dispotaea) sp. cf. springvaleense , Aylacostoma n. sp. , Doryssa n. sp. , Sheppardiconcha n. sp. , Charadreon n. sp. , Natica sp. , Naticarius sp. , Glossaulax paraguanensis , Polinices sp. cf. nelsoni ,Sinum gabbi , Stigmaulax sp. , Strombus sp. , Malea sp. , Bursa rugosa ,Ficus sp. cf. carbasea , Distorsio sp. , Chicoreus (Triplex) sp. cf. cornurectus , Chicoreus (Triplex) corrigendum , Luria sp. , Muracypraea sp. cf. Hyaena , Calotrophon sp. cf. gatunensis , Cymia cocoditana , Eupleura kugleri , Hesperisternia sp. ,Phyllonotus n. sp. , Siphonochelus (Laevityphis) cf. sawkinsi , Siratus cf. denegatus , Vokesimurex sp. cf. Gilli , Antillophos sp. cf. gatunensis , Cymatophos cocoditana , Cymatophos paraguanensis, Gordanops sp. cf. baranoanus , Pallacera maracaibensis , Solenosteira sp. , Granolaria sp. cf. gorgasiana , Latirus sp. ,Nassarius sp. , Turbinella falconensis , Melongena consors , Anachis sp. , Sincola sp. , Strombina sp. ,Persicula venezuelana , Prunum quirosense , Agaronia sp. aff. testacea , Oliva sp. , Aphera sp. , Bivetiella sp. cf. gabbiana , Euclia sp. cf. dinota ,Euclia werenfelsi , Narona sp. , Trigonostoma woodringi , Conus sp. aff. jaspideus , Agladrillia sp. , Crassispira conica , Fusiturricula sp. , Gemmula vaningeni , Glyphostoma dentiferum , Paraborsonia cantaurana , "Chiton" sp. , Saccella gnomon , Noetia dauleana , Bulla sp. ,Crenella sp. , Brachidontes sp. , Atrina sp. , Argopecten sp. , Anadara (Rasia) democraciana ,Anadara (Rasia) tirantensis , Conus sp. cf. Chipolanus , Conus sp. cf. molis , Conus talis , Strioterebrum ulloa ,Terebra (Paraterebra) sulcifera , Clathrodrillia sp. , Cruziturricula sp. , Hindsiclava henekeni , Knefastia sp. ,Polystira sp. , Adrana sp. , Politoleda forcati , Anadara (Cunearca) zuliana , Anadara (Grandiarca) chiriquiensis , Anadara (Potiarca) inutilis , Anadara (Rasia) sp. cf. Cornellana ,Anadara (Tosarca) sp. cf. veatchi , Tucetona sp. cf. democraciana , Mytilus sp. cf. canoasensis , Anomia peruviana , Cavilinga sp. ,Lucinisca mirandana , Diplodonta sp. , Harvella elegans , Mulinia sp. , Raeta sp. , Angulus sp. , ? Macoma sp. , Strigilla sp. , Sp Leopecten. , Lindapecten buchivacoanus , Crassostrea sp. , Dendostrea democraciana , Plicatula sp. , Anodontia sp. ,Lucina sp. cf. pensylvanica , Phacoides sp. cf. pectinatus ,Glyptoactis paraguanensis , Arcinella yaquensis , Chama berjadinensis , Dallocardia sp. cf. sanctidavidis ,apiocardia n. sp. aff. aminensis , Crassinella sp. , Eucrassatella (Hybolophus) venezuelana , Micromactra maracaibensis , Eurytellina paraguanensis , Psammacoma falconensis , Psammotreta hadra , Donax sp. ,Tagelus (Mesopleura) n. sp. aff. divisus , Solecurtus sp. , Solena sp., Abra sp. , Agriopoma (Pitarella) paraguanensis , Hysteroconcha sp. , Leucoma sp. , Pitar sp. , Transennella sp. , Tenuicorbula n. sp. aff. lupina , Semele sp. , Chione sp. , Chionopsis paraguanensis , Clementia dariena , Cyclinella venezuelana ,Dosinia sp. , Lamelliconcha labreana , Lirophora quirosensis , Macrocallista n. sp. aff. maculata , Panchione n. sp. aff. macrtropsis , Caryocorbula fortis, Caryocorbula quirosana , Hexacorbula cruziana , Dentalium sp. , Balanidae indet. , Buccinidae indet. , Callianassidae indet. , Pectinidae indet. , Portunidae indet. ,Ranellidae indet. , Sphaeriidae indet. , Sportellidae indet. , Tellinidae indet. , Turridae INDET. , Unioidae indet. , Veneridae indet. | [ 1 ]                   |

### Geología local
- F. Moreno • A. J. W. Hendy • L. Quiroz • N. Hoyos • D. S. Jones • V. Zapata • S. Zapata • G. A. Ballen • E. Cadena • A. L. Ca´rdenas • J. D. Carrillo-Briceño • J. D. Carrillo • D. Delgado-Sierra • J. Escobar • J. I. Martı´nez • C. Martı´nez • C. Montes • J. Moreno • N. Pérez • R. Sa´nchez • C. Suárez • M. C. Vallejo-Pareja • C. Jaramillo. Revised stratigraphy of Neogene strata in the Cocinetas Basin, La Guajira, Colombia. Swiss J Palaeontol (2015) 134:5–43 DOI 10.1007/s13358-015-0071-4
- ANH,. . 2010. Cuenca de la Guajira - Ronda Abierta de Colombia 2010 , 1. ANH.
- Rodríguez, Gabriel y Ana Cristina Londoño . 2002. Mapa geológico del Departamento de La Guajira - 1: 250,000 , 1–259. INGEOMINAS .

### Paleontología
- Moreno Bernal, Jorge W . 2014. Cocodrilos fósiles de la península de la Alta Guajira de Colombia, y la historia de la diversidad de cocodrilos neógenos en América del Sur tropical , 1-66. Universidad de Nebraska.
- Cadena , Edwin y Carlos Jaramillo . 2015. Tortugas del Mioceno temprano a medio del extremo más septentrional de América del Sur: testudínidos, quelidos y podocnemididos gigantes de la Formación Castilletes, Colombia . Ameghiniana 52.
- Carrillo Sánchez, Juan David . 2018. Sistemática de los ungulados nativos de América del Sur y la evolución neógena de los mamíferos del norte de América del Sur (tesis doctoral) , 1–285. Universidad de Zúrich.
- Hendy, Austin JW ; Douglas S. Jones ; Federico Moreno ; Vladimir Zapata y Carlos Jaramillo . 2015. Moluscos neógenos, paleoambientes marinos poco profundos y cronoestratigrafía de la península de la Guajira, Colombia . Revista suiza de paleontología 134. 45-75.

- Datos: Q38251954